# Neuilly-Crimolois
Neuilly-Crimolois ist eine französische Gemeinde mit 2.625 Einwohnern (Stand 2016) – nach Fusion – im Département Côte-d’Or in der Region Bourgogne-Franche-Comté. Sie gehört zum Arrondissement Dijon und zum Kanton Chevigny-Saint-Sauveur.
Sie entstand als Commune nouvelle mit Wirkung vom 28. Februar 2019 durch die Zusammenlegung der bisherigen Gemeinde Neuilly-lès-Dijon und Crimolois, die in der neuen Gemeinde den Status einer Commune déléguée besitzen. Der Verwaltungssitz befindet sich im Ort Neuilly-lès-Dijon.
Nachbargemeinden sind Dijon im Nordwesten, Sennecey-lès-Dijon im Norden, Chevigny-Saint-Sauveur im Nordosten, Fauverney im Osten, Rouvres-en-Plaine im Süden, Ouges im Südwesten und Longvic im Westen.

## Gliederung

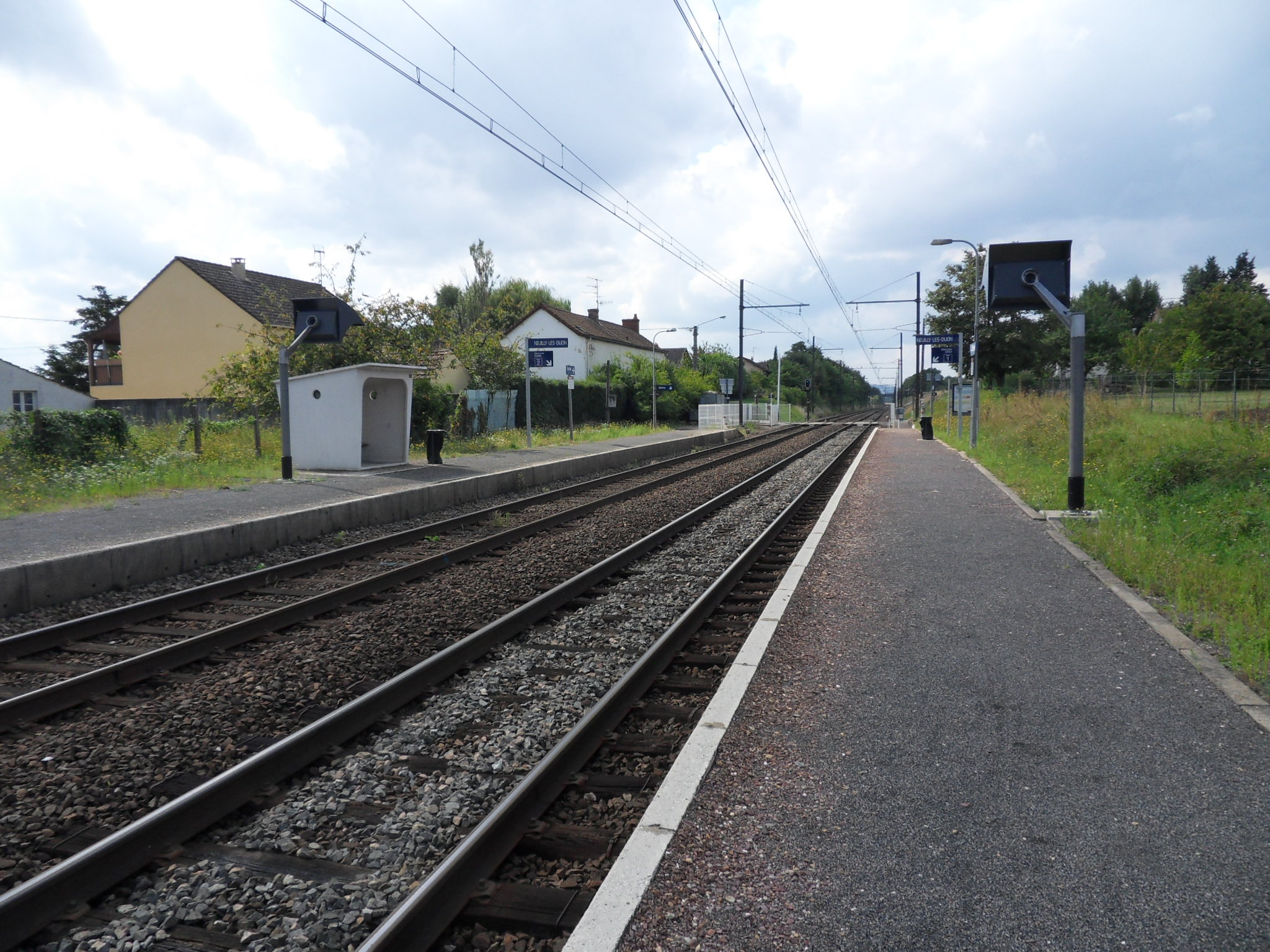
Bahnhof von Neuilly-lès-Dijon an der Bahnstrecke Dijon–Vallorbe

| Ortsteil                            | ehemaliger INSEE-Code | Fläche (km²) | Einwohnerzahl zum 1. Januar 2022 |
| ----------------------------------- | --------------------- | ------------ | -------------------------------- |
| Neuilly-lès-Dijon (Verwaltungssitz) | 21452                 | 4,62         | 2.436                            |
| Crimolois                           | 21213                 | 3,59         | 994                              |

## Gemeindepartnerschaften
Neuilly-Crimolois unterhält eine Partnerschaft zur deutschen Gemeinde Mommenheim in Rheinland-Pfalz.

## Nachweise
1. ↑  Erlass der Präfektur No. 21-2019-02-04-001 über die Bildung der Commune nouvelle Neuilly-Crimolois vom 4. Februar 2019.
2. ↑  Französisches Statistikinstitut (www.insee.fr)